# Helmuth Trischler

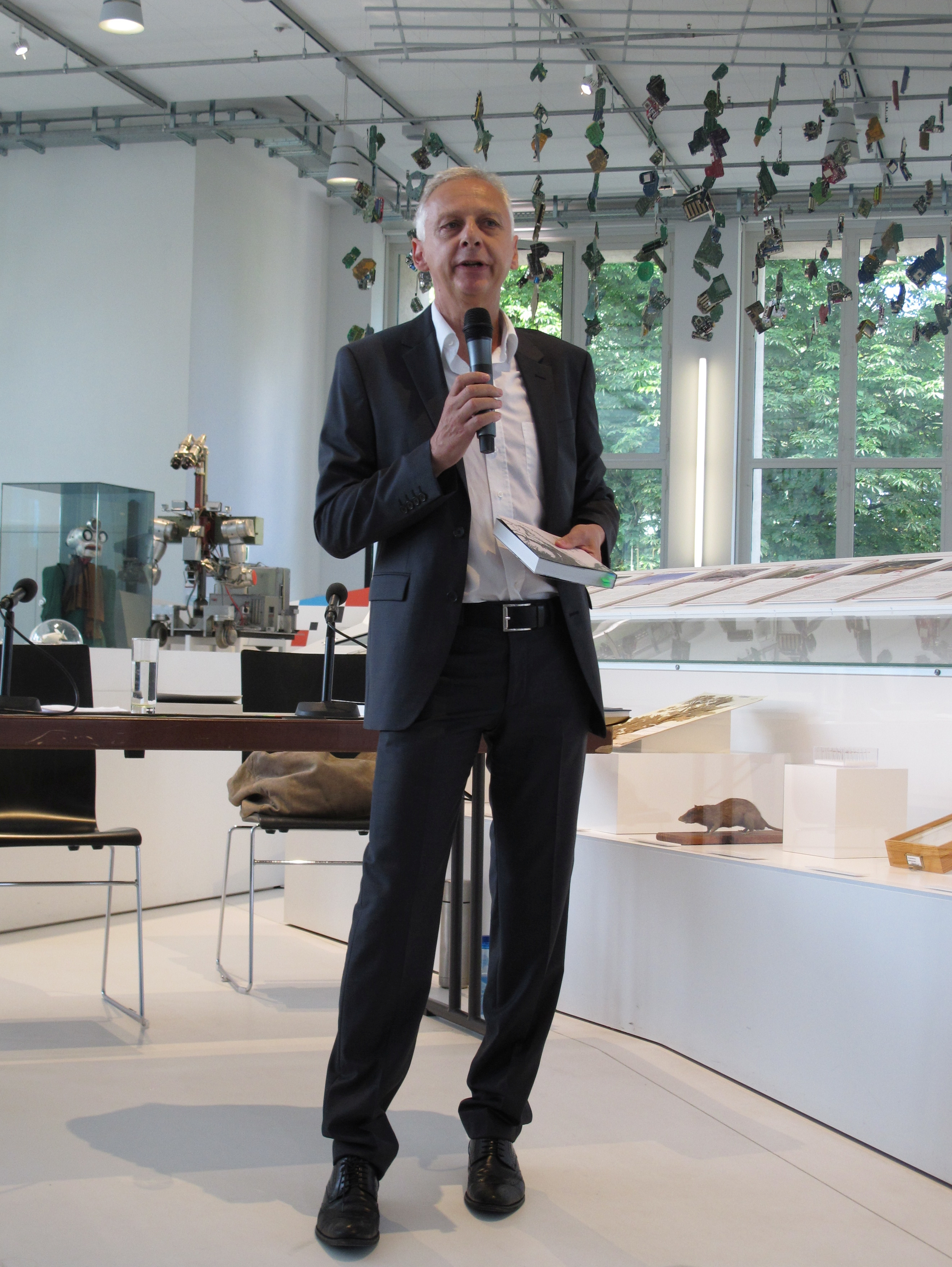
Helmuth Trischler in der Sonderausstellung „Willkommen im Anthropozän. Unsere Verantwortung für die Zukunft der Erde“ im Deutschen Museum (2016)

Helmuth Trischler (* 29. April 1958 in Ulm) ist ein deutscher Technikhistoriker. Er ist in der Museumsleitung des Deutschen Museums für den Bereich Forschung verantwortlich.

## Leben
Trischler studierte Geschichte und Germanistik in München und promovierte 1986 mit der Arbeit Steiger im deutschen Bergbau. Zur Sozialgeschichte der technischen Angestellten 1815–1945 an der Ludwig-Maximilians-Universität München (LMU München). 1991 habilitierte sich Trischler ebenfalls in München mit einer Schrift über Luft- und Raumfahrtforschung in Deutschland 1900–1970. Politische Geschichte einer Wissenschaft. Trischler wurde 1993 Forschungsdirektor des Deutschen Museums; seit 1997 ist er parallel außerplanmäßiger Professor für Neuere und Neueste Geschichte sowie Technikgeschichte an der LMU München. 2018 wurde er zum Mitglied der Deutschen Akademie der Naturforscher Leopoldina gewählt, 2019 zum Mitglied der Deutschen Akademie der Technikwissenschaften (acatech).

## Wissenschaftliche Arbeiten
Trischler hat zahlreiche Veröffentlichungen zur Wissenschafts-, Technik- und Sozialgeschichte des 19. und 20. Jahrhunderts vorgelegt. Sein Forschungsschwerpunkt ist aktuell die vergleichende Geschichte nationaler Innovationssysteme und Innovationskulturen im 20. Jahrhundert. Er ist unter anderem Herausgeber der Buchreihen „Umwelt und Geschichte“ (Verlag Vandenhoeck & Ruprecht, Göttingen) und „The Environment in History. International Perspectives“ (Verlag Berghahn Books, Oxford and New York).
Zusammen mit Christof Mauch, Professor für amerikanische Geschichte an der Ludwig-Maximilians-Universität, beteiligte er sich an der Ausschreibung der Käte Hamburger Kollegs für geisteswissenschaftliche Forschung und warb 2008 zwölf Millionen Euro für ein internationales geisteswissenschaftliches Kolleg „Natur als kulturelle Herausforderung“ ein. Daraus entstand das 2009 gegründete Rachel Carson Center for Environment and Society in München, das er und Mauch leiten. Bei der Evaluierung des Carson Centers 2014 wurde die Fortsetzung der Förderung um weitere sechs Jahre bis 2021 bestätigt.

## Schriften (Auswahl)
- Steiger im deutschen Bergbau. Zur Sozialgeschichte der technischen Angestellten 1815–1945. 1986 (Dissertation).
- Luft- und Raumfahrtforschung in Deutschland 1900–1970. Politische Geschichte einer Wissenschaft. 1991 (Habilitationsschrift).